# Clauzadea immersa
Clauzadea immersa är en lavart som först beskrevs av Franz Georg Hoffmann, och fick sitt nu gällande namn av Hafellner & Bellem. Clauzadea immersa ingår i släktet Clauzadea och familjen Lecideaceae.  Arten är reproducerande i Sverige. Inga underarter finns listade i Catalogue of Life.